# Harmonics
Harmonics – pierwszy album studyjny grupy hip-hopowej Killing Skills. Wydawnictwo ukazało się 23 lutego 2015 roku nakładem wytwórni muzycznej Asfalt Records. Album został wydany w limitowanym nakładzie 3000 sztuk, który został dołączony do preoderu albumu O.S.T.R. "Podróż zwana życiem".

## Lista utworów
| Nr  | Tytuł utworu          | Długość |
| --- | --------------------- | ------- |
| 1.  | „Awakening”           | 3:22    |
| 2.  | „Dimethyltryphtamine” | 8:47    |
| 3.  | „Odpalić Świat”       | 5:03    |
| 4.  | „Eternal Reminisce”   | 2:29    |
| 5.  | „Dark Matter”         | 2:46    |
| 6.  | „Harmonics”           | 5:25    |
| 7.  | „After Life”          | 4:47    |
| 8.  | „Enter The Silence”   | 7:26    |
| 9.  | „Charly”              | 5:14    |
| 10. | „Take The Sun Away”   | 4:33    |
|     |                       | 49:52   |

## Twórcy albumu
- Coen Schoonhoven - oprawa graficzna
- Killing Skills - produkcja, miksowanie, mastering
- Guido Maat - gitara basowa (Utwór nr 2)
- Krzysztof  Siewruk - gitara (Utwory: 2, 7 & 9)
- Zorak - beatbox (Utwór nr 2)
- DJ Haem - scratche (Utwór nr 7)
- O.S.T.R. - rap (Utwory: 3 & 10), skrzypce (Utwór nr 9)